# Ines Nrehy
Vino Inès Nrehy Tia (Daloa, Costa de Marfil; 1 de octubre de 1993), conocida como Ines Nrehy, es una futbolista costamarfileña. Juega como delantera en el Gyeongju KHNP WFC de la WK League de Corea del Sur. Fue parte de la selección de Costa de Marfil en la Copa Mundial Femenina de Fútbol de 2015.